# Shamira Chaiter
Shamira Chaiter, née en 1973, est une haltérophile algérienne.

## Carrière
Shamira Chaiter participe aux Championnats du monde 1999 dans la catégorie des moins de 63 kg, terminant à la 33e place. Elle remporte ensuite la médaille d'argent  dans la catégorie des moins de 69 kg aux Championnats d'Afrique 2000 à Yaoundé.